# 量子线
在凝聚态物理中,量子线指导电性质受到量子效应影响的导线.由于该效应通常在纳米尺度才出现，故也称为纳米线。由于传导电子在切向上受到量子束缚,切向能量呈现量子化:{\displaystyle E_{0}} ("基态" 能量), {\displaystyle E_{1}},...  (另见量子谐振子).量子化的主要后果是量子线的电阻不能用传统的公式:
获得(这里{\displaystyle \rho } 电阻系数, {\displaystyle l} 长度, {\displaystyle S} 截面积)。

量子线电阻必须通过对横向能量的精确计算而获得,而且必然是量子化的。
纳米线的直径越小,这种量子效应就愈加明显。半导体线的电阻在直径100纳米左右开始显示可观测的量子性,而金属要在原子量级才能显现.

由紧束缚模型得到的碳纳米管能带结构，分别对应(6,0)CNT（zigzag，金属性），(10,2)CNT（半导体性）and(10,10)CNT（armchair，金属性）

## 碳纳米管
碳纳米管被视作最具有可行性的量子线。
碳纳米管具有一些特殊的电学性质。常用矢量Ch表示碳纳米管上原子排列的方向，其中{\displaystyle \mathbf {C_{h}} =n\mathbf {a_{1}} +m\mathbf {a_{2}} }，记为(n,m)。a1和a2分别表示两个基矢。(n,m)与碳纳米管的导电性能密切相关。对于一个给定(n,m)的纳米管，如果有2n+m=3q（q为整数），则这个方向上表现出金属性，是良好的导体，否则表现为半导体。对于n=m的方向，碳纳米管表现出良好的导电性，电导率通常可达铜的1万倍。取决于其方向性，碳纳米管可用来制作半导体芯片中的导线和晶体管，有望得到更大的开通电流和更快的速度，可用于替代硅芯片，但该技术仍在研究中。

计算机仿真展现的纳米线场效应管中反型沟道的形成（电子密度的变化）。阈值电压在0.45V左右。

## 量子线的用途
量子线可以用来制作晶体管.晶体管是现代电子电路的基本构成元件。对于制作晶体管来说，最关键的问题是确保栅极能够有效控制对导电沟道的开闭。根据摩尔定律，晶体管的尺寸将会越来越小，直到纳米级别。这使得保持足够的控制越来越困难。
如果把栅极制作在纳米线外围，用量子线作导电沟道，这样的晶体管将会有优良的导电特性。

## 参阅
- 纳米线
- 量子点
- 量子阱 -- 指具有离散能量值的势阱